# Aeropuerto Internacional de Memphis
El Aeropuerto Internacional de Memphis (del inglés: Memphis International Airport) (IATA: MEM, OACI: KMEM, FAA LID: MEM) es un aeropuerto civil-militar ubicado a 11 km (7 millas) al sureste del centro de Memphis en el condado de Shelby, Tennessee. Cubre 1,600 ha (3,900 acres) y tiene cuatro pistas.
Es la sede del centro global de conexiones de FedEx Express, que procesa muchos de los paquetes de la empresa. Los destinos sin escalas de FedEx desde Memphis incluyen ciudades de los Estados Unidos continentales, Canadá, Europa, Oriente Medio, Asia y Sudamérica. De 1993 a 2009, Memphis tuvo las operaciones de carga más grandes de todos los aeropuertos del mundo. El MEM cayó a la segunda posición en 2010, justo detrás de Hong Kong; sin embargo, sigue siendo el aeropuerto de carga más transitado de los Estados Unidos y del hemisferio occidental.
Por el lado de los pasajeros, el MEM promedia más de 80 vuelos de pasajeros por día. La 164ª Ala de Transporte Aéreo de la Guardia Nacional Aérea de Tennessee tiene su base en la base de la Guardia Nacional Aérea de Memphis, ubicada en el mismo lugar, y opera aviones de transporte C-17 Globemaster III.

## Instalaciones

### Terminal
El Aeropuerto Internacional de Memphis tiene una terminal y tres salas. En 2021, todos los vuelos se consolidarán a la Sala B y las Salas A y C serán suspendidas.
La Sala A tiene 9 puertas y sirve a Delta Air Lines y Southwest Airlines.
La Sala B tiene 42 puertas. Delta Air Lines opera un salón Sky Club fuera de la Sala B. La Sala contiene la instalación de Aduanas y Protección Fronteriza de los Estados Unidos del aeropuerto, que es utilizada por Vacation Express y desvíos internacionales. La Sala B está cerrada por obras en el proyecto de modernización del aeropuerto, que se espera que se complete en 2021.
La Sala C tiene 18 puertas y sirve a American Airlines, United Airlines, Frontier Airlines, Allegiant Air y Air Canada.

## Aerolíneas y destinos

### Pasajeros
| Aerolíneas               | Destinos |
| ------------------------ | --- |
| Allegiant Air            | Fort Lauderdale, Knoxville (inicia el 4 de septiembre de 2025), Las Vegas, Orlando/Sanford, San Petersburgo/Clearwater Estacional: Destin/Fort Walton Beach |
| American Airlines        | Charlotte, Dallas/Fort Worth, Miami, Phoenix–Sky Harbor Estacional: Chicago–O'Hare (inicia el 14 de agosto de 2025)                                         |
| American Eagle           | Charlotte, Chicago–O'Hare, Dallas/Fort Worth, Filadelfia, Miami, Nueva York–LaGuardia, Phoenix–Sky Harbor, Washington–National                              |
| Breeze Airways           | Pensacola (inicia el 5 de septiembre de 2025), Raleigh/Durham, Tampa                                                                                        |
| Delta Air Lines          | Atlanta, Detroit, Los Ángeles, Mineápolis/St. Paul, Salt Lake City                                                                                          |
| Delta Connection         | Atlanta, Austin, Boston, Detroit, Mineápolis/St. Paul, Nueva York–LaGuardia Estacional: Nueva York–JFK (inicia el 8 de septiembre de 2025)                  |
| Frontier Airlines        | Denver |
| Southern Airways Express | El Dorado, Harrison/Branson (AR), Hot Springs (AR) |
| Southwest Airlines       | Baltimore, Chicago–Midway, Dallas–Love, Denver, Houston–Hobby, Las Vegas, Nashville, Orlando, Phoenix–Sky Harbor Estacional: Tampa                          |
| Spirit Airlines          | Detroit, Fort Lauderdale, Las Vegas, Orlando |
| United Airlines          | Chicago–O'Hare, Denver, Houston–Intercontinental |
| United Express           | Chicago–O'Hare, Houston–Intercontinental Estacional: Newark                                                                                                 |
| Viva                     | Estacional: Cancún |

### Carga

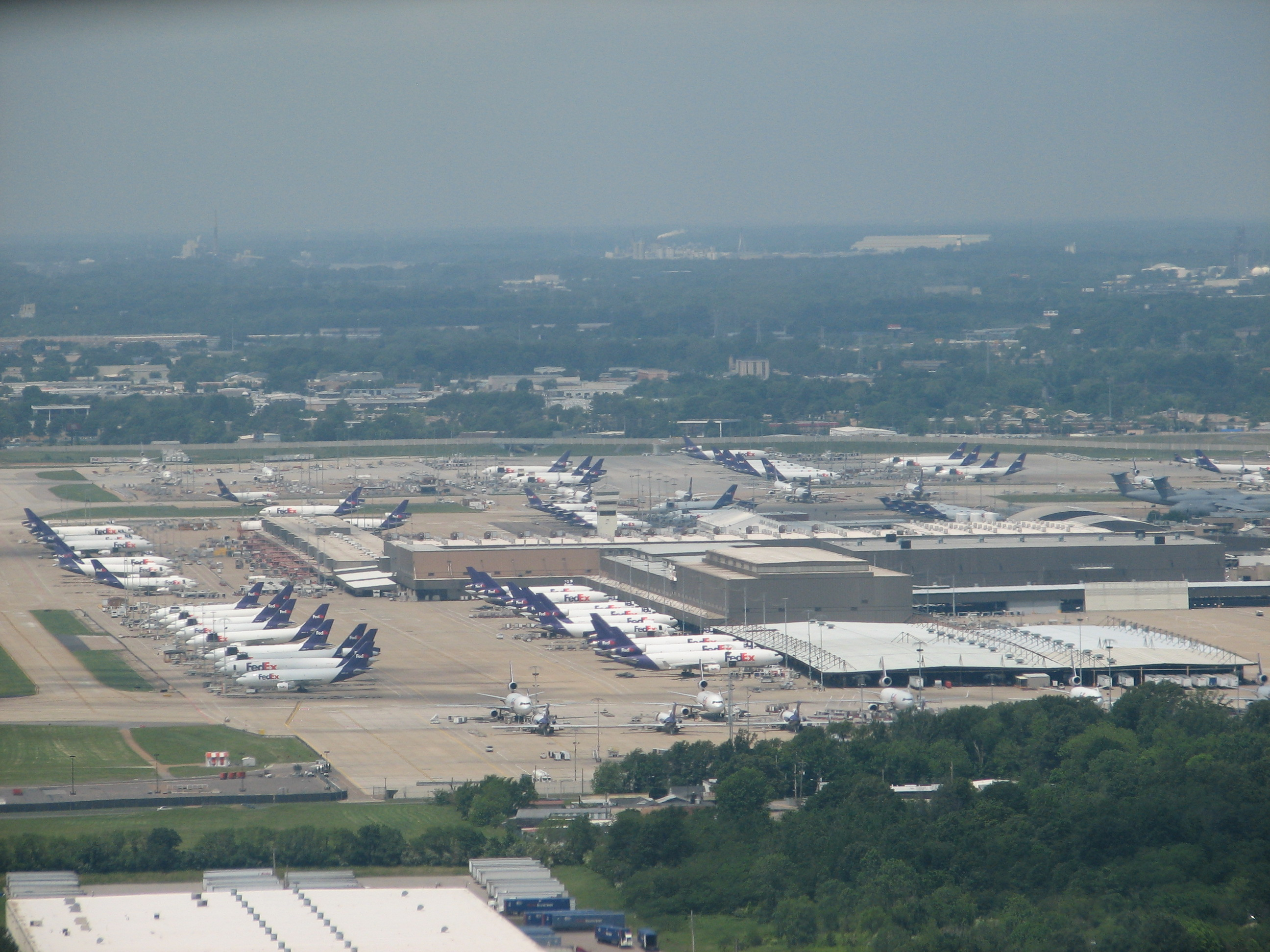
Vista aéra de la zona de carga.

| Aerolíneas             | Destinos |
| ---------------------- | --- |
| Amerijet International | Estacional: Miami, San Juan |
| Atlas Air              | Miami |
| DHL Aviation           | Cincinnati, Nashville, Nueva Orleans |
| FedEx Express          | Aguadilla, Albany (NY), Albuquerque, Allentown, Anchorage, Appleton, Atlanta, Austin, Baltimore, Billings, Birmingham (AL), Bloomington, Bogotá, Boise, Boston, Búfalo, Burbank, Burlington, Calgary, Campinas/Viracopos, Casper, Cedar Rapids/Iowa City, Charleston (SC), Charlotte, Chattanooga, Chicago–O'Hare, Cincinnati, Ciudad de Panamá–Tocumen, Ciudad Ho Chi Minh, Cleveland, Colonia/Bonn, Colorado Springs, Columbia (SC), Columbus–Rickenbacker, Dallas/Fort Worth, Dayton, Denver, Des Moines, Detroit, Dover, Dubái-International, Dublín, Edmonton, El Paso, Fargo, Filadelfia, Flint, Fort Lauderdale, Fort Myers, Fort Wayne, Fort Worth/Alliance, Fráncfort, Fresno, Grand Junction, Grand Rapids, Great Falls, Greensboro, Greenville/Spartanburg, Guadalajara, Harlingen, Harrisburg, Hartford, Hong Kong, Honolulu, Houston–Intercontinental, Huntington (WV), Indianápolis, Jacksonville (FL), Kansas City, Knoxville, Lafayette, Laredo, Las Vegas, Lieja, Londres–Stansted, Los Ángeles, Louisville, Lubbock, Madison, Mánchester (NH), Miami, Milán-Malpensa, Milwaukee, Mineápolis/St. Paul, Mobile–International, Monterrey, Montreal–Mirabel, Nashville, Newark, Newburgh, Norfolk, Nueva Orleans, Nueva York–JFK, Oakland, Oklahoma City, Omaha, Ontario, Orange County (CA), Orlando, Osaka–Kansai, Ottawa, París–Charles de Gaulle, Peoria, Phoenix–Sky Harbor, Pittsburgh, Portland (ME), Portland (OR), Providence, Querétaro, Quito, Raleigh/Durham, Reno/Tahoe, Richmond, Roanoke, Rochester (MN), Rochester (NY), Sacramento, Salt Lake City, San Antonio, San Bernardino, San Diego, San Francisco, San José (CA), San José (CR), San Juan, San Luis, Santo Domingo-Las Américas, Savannah, Seattle/Tacoma, Seúl–Incheon, Shanghái–Pudong, Shreveport, Sioux Falls, Siracusa, South Bend, Spokane, Springfield/Branson, Tallahassee, Tampa, Tijuana, Tokio–Narita, Toluca, Toronto–Pearson, Tucson, Tulsa, Vancouver, Washington–Dulles, West Palm Beach, Wichita, Winnipeg |
| FedEx Feeder           | Atlanta, Birmingham (AL), Charleston (SC), Charleston (WV), Columbus (GA), Dothan, Evansville, Huntsville, Mineápolis/St. Paul, Monroe, Shreveport, Tallahassee, Thief River Falls, Tulsa |
| Kalitta Charters       | Cincinnati |
| UPS Airlines           | Chicago–O'Hare, Jackson (MS), Little Rock, Louisville, Miami, Ontario, Roanoke |

### Destinos internacionales
Se ofrece servicio a 1 destino internacional (1 estacional), a cargo de 1 aerolínea.
| México (1 destino [1 estacional], 1 aerolínea)       |                                    |                   |
| Cancún                                               | Aeropuerto Internacional de Cancún | Viva (Estacional) |
| Total: 1 destino (1 estacional), 1 país, 1 aerolínea |                                    |                   |

## Estadísticas

### Rutas más transitadas
| Número | Ciudad                        | Pasajeros | Aerolínea                                                              |
| ------ | ----------------------------- | --------- | ---------------------------------------------------------------------- |
| 1      | Atlanta, Georgia              | 466,000   | Delta Air Lines, Southwest Airlines                                    |
| 2      | Dallas, Texas                 | 274,000   | American Airlines, American Eagle                                      |
| 3      | Charlotte, Carolina del Norte | 228,000   | American Airlines, American Eagle                                      |
| 4      | Denver, Colorado              | 149,000   | Frontier Airlines, Southwest Airlines, United Airlines, United Express |
| 5      | Chicago, Illinois             | 133,000   | American Eagle, United Airlines, United Express                        |
| 6      | Houston, Texas (IAH)          | 114,000   | United Airlines, United Express                                        |
| 7      | Orlando, Florida              | 103,000   | Frontier Airlines, Southwest Airlines, Spirit Airlines                 |
| 8      | Nueva York, Nueva York        | 88,000    | American Eagle, Delta Connection                                       |
| 9      | Las Vegas, Nevada             | 88,000    | Allegiant Air, Frontier Airlines, Spirit Airlines                      |
| 10     | Houston, Texas (HOU)          | 82,000    | Southwest Airlines                                                     |

### Tráfico anual
| Año  | Pasajeros  | Carga total (lbs.) | Año  | Pasajeros | Carga total (lbs.) |
| ---- | ---------- | ------------------ | ---- | --------- | ------------------ |
| 2006 | 11,149,775 | 8,141,305,181      | 2016 | 4,001,017 | 9,530,165,389      |
| 2007 | 11,258,682 | 8,468,558,790      | 2017 | 4,196,259 | 9,562,537,748      |
| 2008 | 10,925,622 | 8,148,705,319      | 2018 | 4,419,541 | 9,856,782,840      |
| 2009 | 10,229,627 | 8,152,267,352      | 2019 | 4,644,490 | 9,531,640,512      |
| 2010 | 10,003,186 | 8,636,848,399      | 2020 | 2,029,836 | 10,172,615,629     |
| 2011 | 8,737,641  | 8,635,964,038      | 2021 | 3,590,638 | 9,879,426,206      |
| 2012 | 6,753,186  | 8,855,559,128      | 2022 | 4,355,206 | 8,908,773,342      |
| 2013 | 4,598,186  | 9,124,147,586      | 2023 | 4,796,717 | 8,558,070,310      |
| 2014 | 3,597,601  | 9,390,059,997      | 2024 | 4,878,919 | 8,278,089,669      |
| 2015 | 3,758,450  | 9,460,855,765      | 2025 |           |                    |

## Aeropuertos cercanos
Los aeropuertos más cercanos son:
- Aeropuerto Municipal de Jonesboro (105km)
- Aeropuerto Internacional de Jackson–Evers (114km)
- Aeropuerto Regional de Tupelo (141km)
- Aeropuerto Regional Mid-Delta (197km)
- Aeropuerto Nacional de Little Rock (209km)